# Weesperzijde 150

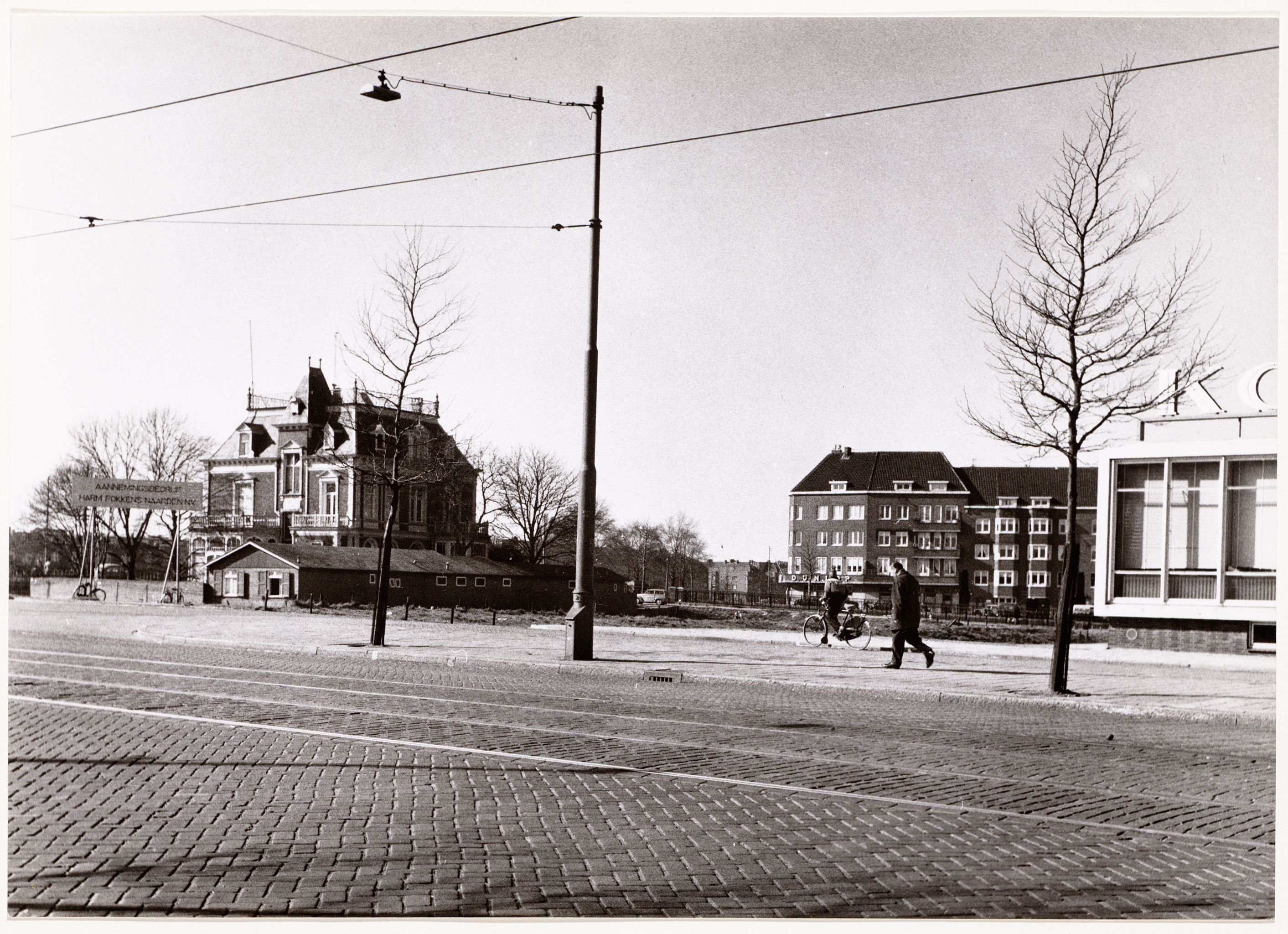
hoek Weesperzijde-Mr. Treublaan 1-3 in 1959

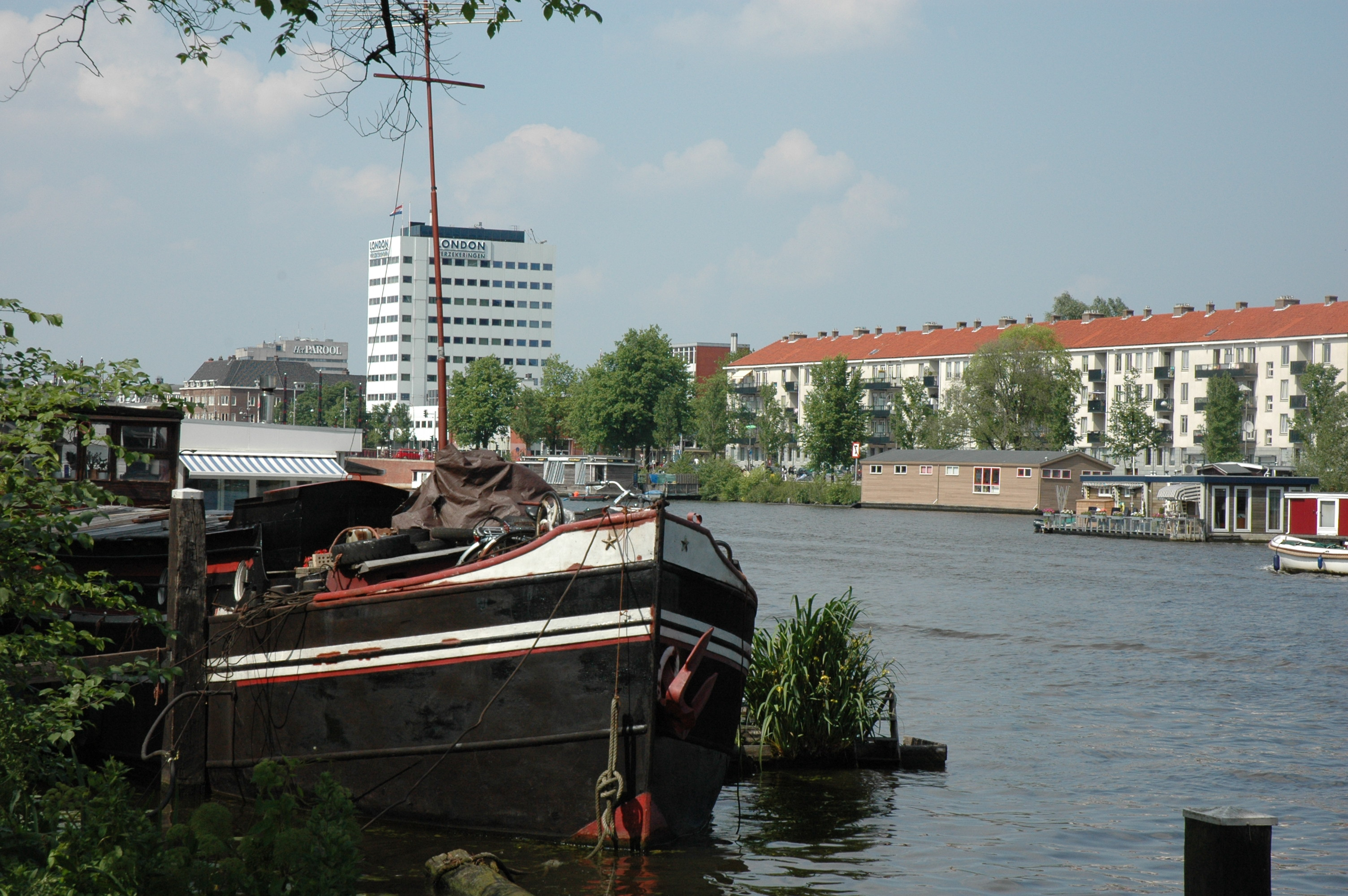
Londongebouw steekt overal bovenuit (2007)

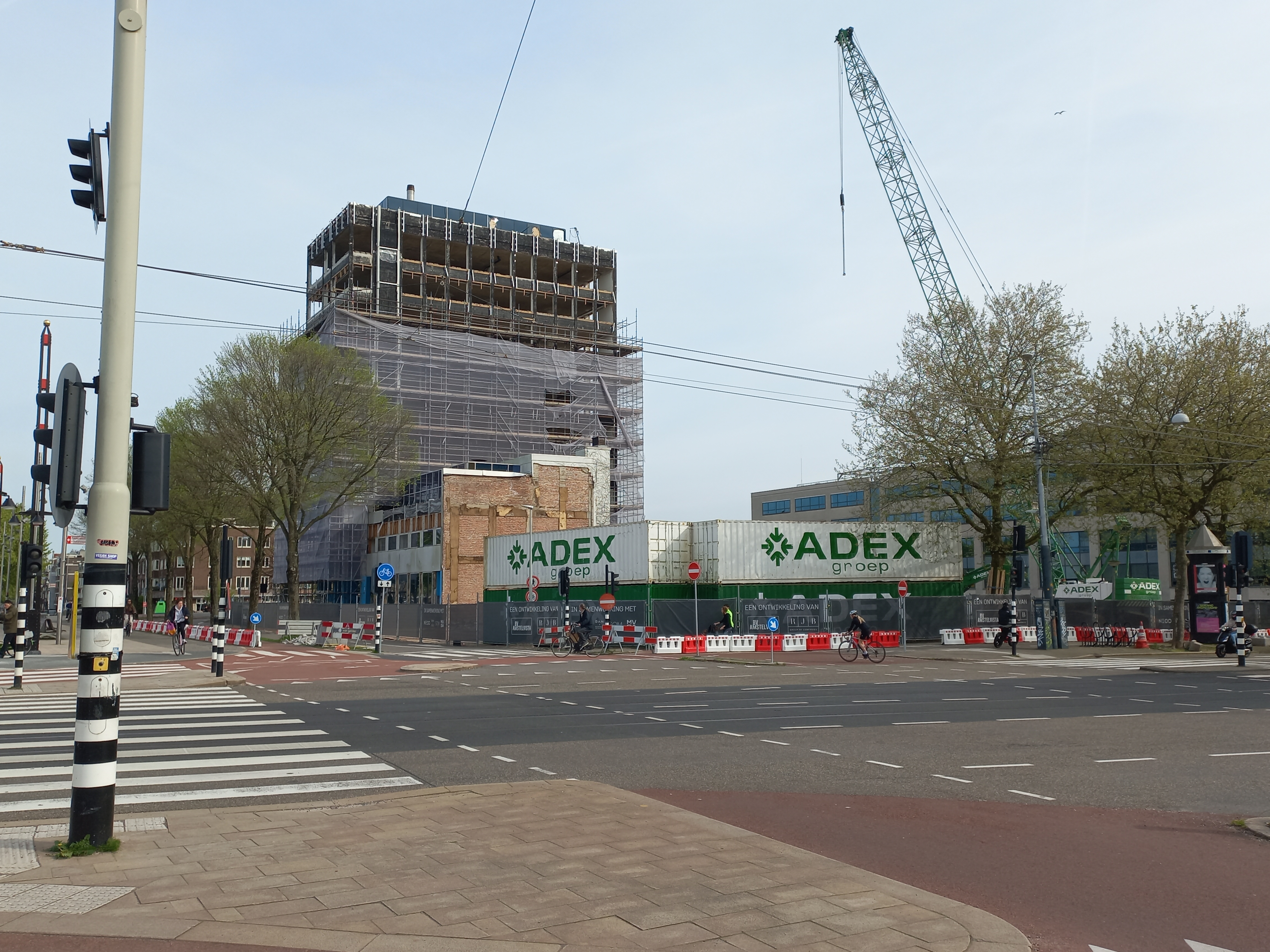
Ontmanteling Londontoren (2024)

Weesperzijde 150-151, Amsterdam was een kantoorgebouw aan de Weesperzijde in Amsterdam-Oost. Het gebouw stond bekend als de Londontoren.
Aan de Weesperzijde (deel Mauritskade-Mr. Treublaan) stond jarenlang bebouwing die de overgang maakte van stadse bebouwing richting landelijke bebouwing. Zo stond tot mintens 1959 op de hoek van die Weesperzijde en wat de Mr. Treublaan zou worden een eenzaam landhuis naast een al moderner gebouw van Korff. Het gebouw raakte geïsoleerd door de oprukkende stad, waarbij eerst gesloopt werd, grond verhoogd werd en nieuwbouw werd gepleegd. In de jaren voorafgaand aan de opening in 1963 werd er gebouwd aan de Kweekschool voor de Detailhandel, een ontwerp van Jaap Bot en Herman Knijtijzer. Dit gebouw hield met haar beperkte hoogte nog rekening met de omliggende bebouwing.
Architect Mart Stam hield met die omliggende bebouwing een paar jaar later (1963-1967) minder rekening. Hij ontwierp een 36 meter hoog kantoorgebouw, dat niet alleen voor wat betreft hoogte afstak tegen de omgeving. Daar werd voornamelijk gebouwd in bruine baksteen, terwijl de nieuwe toren in spierwit beton werd opgetrokken. Stam ontwierp de toren voor Financieringsmaatschppij Mahuko NV van de Amsterdamsche Bank. Er werd eerst een bouwput gemaakt en vervolgens begon men met de paalfundering. Daarop kwam een aantal kelders waarin onder meer de parkeergarage met daar boven een begane grond en negen verdiepingen. Gezien haar hoogte was het zeker in de jaren zestig en zeventig een oriëntatiepunt in Amsterdam-Oost. Die hoogte werd overigens nog benadrukt door de voor het gebouw stromende Amstel, het verblijf van de roeivereniging, het onderstuk (plint met grote ramen) en het uitkragende bovendeel.
Het gebouw werd in 1987 door de AMRO Bank verkocht. Onder architect Ben Loerakker werd er flink verbouwd mede onder invloed van de nieuwe eisen. De gehele buitengevel verdween om opnieuw opgetrokken te worden. De ramen worden verkleind en de gevel kreeg een metalen bekleding. Het werd bekend als de London-toren naar de nieuwe gebruikers verzekeringsmaatschappijen Elvia en London (in 2008 en 2017 geheel opgegaan in Allianz-groep). Zoals vaker aan voormalige randen van de stad, viel dit bedrijfsgebouw en ook de Kweekschool ten prooi aan de behoefte aan woningen. Er werd nog even gedacht het complex als hotel in te richten. Eind 2023 en het eerste kwartaal 2024 ging het gehele complex tegen de vlakte om plaats te maken voor Amstel Vista. Er wordt vervolgens tussen 2024 en 2028 (geschatte oplevering) vanuit een nieuwe bouwput gebouwd aan 203 appartementen, kantoren en bedrijfsruimten in een creatie van Dam & Partners, MVSA Architecten en Som Architecten  De nieuwe Londontoren is een ontwerp van MVSA en wordt ongeveer net zo hoog als de oude toren: veertig meter. Daarachter staat de woontoren, die ca. vijfenzeventig meter hoog wordt.